# Оленёнок Рудольф
Оленёнок Рудольф (англ. Rudolph the Red-Nosed Reindeer: The Movie) (дословный перевод «Рудольф красноносый олененок: фильм») — мультипликационный фильм, созданный в 1998 году и основанный на популярном в США рождественском персонаже, который впервые появился в одноимённых песне и рассказе Роберта Л. Мэя в 1939 году.
В мультфильме рассказывается история о том, как Рудольф — обладатель смешного красного носа — прошёл сложный путь через насмешки и поражения, к вершине карьеры — главному оленю в упряжке Санта-Клауса.
В создании мультфильма и его распространении приняли участие компании Legacy Releasing и GoodTimes Entertainment.

## Сюжет
Однажды ночью Феи Северного Сияния становятся свидетелями рождения олененка по имени Рудольф, у которого необычный красный блестящий нос.  Позже Рудольф и его родители, Блитцен и Митци, встречаются с тремя дядями Рудольфа - Дэшером, Кометой и Купидоном. Последний щекочет Рудольфа и приводит в действие его светящийся нос, что привлекает внимание и вызывает насмешки над малышом.
Тем временем, два эльфа Санта-Клауса, Доггл и Бун, пересекают ледяной мост злой снежной королевы Стормеллы, случайно уничтожив несколько ледяных статуй, доставляя почту Санты. Когда Стормелла узнает об этом, она требует, чтобы Санта передал виновников ей. Услышав отказ, она угрожает метелью в канун Рождества, если кто-нибудь пересечет ее мост.
Год спустя Рудольф идет в школу, где заявляет о том, что хочет стать одним из оленей Санты, но его высмеивают все, включая его подлого двоюродного брата, сына Купидона – Эрроу, за то, что он хочет быть среди оленей Санты, как и его собственный отец.  Единственные, кто его не дразнит – это его учительница и молодая олениха по имени Зои. Сбежав из школы, Рудольф прячет свой нос в снегу и неожиданно встречает Санту. Тот уверяет его, что у него замечательный нос и для того, чтобы стать летуном, у северного оленя должно быть искреннее сердце – та черта, которую он видит в Рудольфе.
В канун Рождества Рудольф и другие жители деревни посещают Рождественскую ярмарку и смотрят, как Санта и его олени отправляются с подарками. Рудольф встречается с Зои, которая говорит, что хочет быть его другом, и ей не важно то, что думают другие.  В этот момент они хотят поцеловаться, но тут появляется ревнивец Эрроу. Он позвал с собой Зои.  Она совсем не хотела идти, но это было необходимо. Эрроу называет Рудольфа неудачником, когда уходит, а Зои лишь ласково улыбается в ответ, тем самым показывая, что Рудольф - ее настоящая любовь. Он тоже понимает, что означает улыбка, и прыгает от счастья.
Спустя годы Рудольф-подросток принимает участие в гонках, нацеленных на то, чтобы выбрать новых оленей для Санты. Во время гонки на санях Эрроу, решивший быть замеченным Сантой, провоцирует на аварию других участников, а затем пытается отвлечь Рудольфа, утверждая, что Зои добра к нему только потому, что жалеет его. Этим он заставляет нос Рудольфа светиться от гнева, и в итоге Эрроу слепнет. Хотя Рудольф побеждает, но по итогам он дисквалифицируется за ослепление Эрроу, который и становится официальным победителем. Зои негодует и окончательно разрывает отношения с надменным оленем. Пока отец Рудольфа, Блитцен, пытается оспорить дисквалификацию, Рудольф подслушивает разговор и считает размышления отца за признание стыда по отношению к себе и решает сбежать из дома.
Ночью, неосознанно, с помощью Фей, Рудольф сбегает из дома, путешествует по Северному полюсу и в конце концов попадает в пещеру, чтобы укрыться в ней. Однако там появляется песец по имени Слайли, заявляющий о том, что пещера принадлежит ему и пытается выгнать незваного гостя. Из-за неравной борьбы Слайли вынужден уступить. Но в это время на вход обрушивается снежная лавина, однако герои вовремя успевают выбежать из снежной ловушки. Теперь они вынуждены искать новое убежище. Они находят другую пещеру, где живет белый медведь по имени Леонард, и обманом выводят его оттуда. Через некоторое время обманутый и разъяренный медведь возвращается обратно, но после того, как Рудольф извиняется и раскрывает причину, Леонард успокаивается и позволяет остаться.
Тем временем родители Рудольфа узнают, что их сын сбежал из дома, и сообщают об этом Зои. Она бежит его искать. На следующее утро она натыкается на мост Стормеллы и решает перейти его, несмотря на последствия. Ее ловит Стормелла и отправляет в темницу. По просьбе Блитцена и Митци Санта отправляет Буна и Доггла на поиски пропавших. Рудольф встречает Фей, которые учат его правильно пользоваться носом, и сообщают о том, что его возлюбленная попадает в плен снежной королевы. Троица отправляется в замок Стормеллы, но Слайли не решается заходить из-за страха перед волками Стормеллы. Этим временем оставшиеся два героя тоже попадают в темницу. Стормелла обрушивает на Северный полюс сильную метель.
После того, как королева засыпает, Слайли, набравшись храбрости, пробирается в ее спальню, крадет ключ и спасает пленников из заточения. Однако Стормелла просыпается, понимает, что герои сбежали, и посылает свою стаю волков за Рудольфом и его друзьями, которые в конечном итоге загоняют их в угол на скале. Когда Стормелла угрожает заморозить Зои, Рудольф использует свой нос, чтобы ослепить коварную королеву, спустив ее с обрыва. Однако Рудольф и другие все же решают не оставить Стормеллу в беде и спасают ее, и она с благодарностью предлагает исполнить его желание. Рудольф желает, чтобы Стормелла не была такой злой и бессердечной, и отказывается от шанса получить нормальный нос.
Хотя желание вступает в силу, Стормелла не может остановить созданную ею метель. Позже Бун и Доггл находят и возвращают всю группу в Деревню Санты. Из-за метели Санта не может совершить свой полет в этом году, но когда он видит светящийся нос Рудольфа, Санта просит его возглавить свою команду летающих оленей, официально назначая его также главным летуном. Рудольф ведет сани Санты сквозь бурю.